# Guy Sagiv
Guy Sagiv (Hebreeuws: גיא שגיב) (Namen, 5 december 1994) is een Israëlisch wielrenner die anno 2022 rijdt voor Israel-Premier Tech.

## Carrière
Zowel in 2015 als in 2016 won Sagiv het Israëlische kampioenschap wielrennen op de weg, waardoor hij de titel bij zowel de eliterenners als de beloften op zijn naam schreef.
In 2017 werd Sagiv prof nadat zijn ploeg een stap hogerop zette. Datzelfde jaar werd hij voor het eerst in zijn carrière nationaal kampioen tijdrijden. In 2018 was Sagiv samen met ploeggenoot Guy Niv de eerste Israëlische deelnemer aan een grote ronde. Sagiv wist als enige en eerste Israëliër deze Ronde van Italië - die startte in Jeruzalem - uit te rijden en eindigde op plek 141.

### Privé
Sagiv heeft een relatie met wielrenster Omer Shapira. Op 24 juli 2023 beviel zij van hun eerste kind.

## Overwinningen
2015
 Israëlisch kampioen op de weg, Elite
 Israëlisch kampioen op de weg, Beloften
2016
 Israëlisch kampioen op de weg, Elite
 Israëlisch kampioen op de weg, Beloften
2017
 Israëlisch kampioen tijdrijden, Elite
2019
 Israëlisch kampioen op de weg, Elite
2020
 Israëlisch kampioen tijdrijden, Elite

## Resultaten in voornaamste wedstrijden
| Jaar | Ronde van Italië | Ronde van Frankrijk | Ronde van Spanje |
| ---- | ---------------- | ------------------- | ---------------- |
| 2017 |                  |                     |                  |
| 2018 | 141e             |                     |                  |
| 2019 |                  |                     |                  |
| 2020 | 132e             |                     |                  |
| 2021 |                  |                     |                  |
| 2022 |                  |                     |                  |
| 2023 |                  |                     |                  |
| 2024 |                  |                     |                  |

| Jaar | Milaan-San Remo | Gent-Wevelgem | Luik-Bast.‑Luik | Waalse Pijl | Clásica San Sebastián |  | WK op de weg |
| ---- | --------------- | ------------- | --------------- | ----------- | --------------------- |  | ------------ |
| 2017 |                 | opgave        |                 |             |                       |  |              |
| 2018 | 137e            |               |                 |             |                       |  |              |
| 2019 | 136e            |               |                 | opgave      |                       |  |              |
| 2020 |                 |               |                 |             |                       |  |              |
| 2021 | 145e            |               | opgave          | opgave      |                       |  |              |
| 2022 |                 |               |                 |             |                       |  | opgave       |
| 2023 |                 | opgave        |                 |             |                       |  |              |
| 2024 |                 |               |                 |             | opgave                |  |              |

## Ploegen
- 2015 –  Cycling Academy Team (vanaf 1-8)
- 2016 –  Cycling Academy Team
- 2017 –  Israel Cycling Academy
- 2018 –  Israel Cycling Academy
- 2019 –  Israel Cycling Academy
- 2020 –  Israel Start-Up Nation
- 2021 –  Israel Start-Up Nation
- 2022 –  Israel-Premier Tech (tot 3/8)
- 2023 –  Israel-Premier Tech
- 2024 –  Israel-Premier Tech

Angulo · Bear · Daško · Einhorn · Gabay · Goldstein · Krasnodębski · Malovec · Migdał · Piaskowy · Sagiv · Talaga · Turek · Warchoł · Zilberstein
Boivin · Craven · Dempster · Díaz · Goldstein · Lemus · Lowndes · Neilands · Perry · Räim · Sagiv · Schreurs · Turek · Williams · van Winden · Yechezkel · Einhorn (stagiair) · Niv (stagiair) · Sessler (stagiair)
Ávila · Boivin · Dempster · Díaz · Earle · Enger · Gebremedhin · O. Goldstein · R. Goldstein · Hermans · Jensen · Lemus · Neilands · Niv · Perry · Plaza · Räim · Sagiv · Sbaragli · Schreurs · Turek · Williams · van Winden · Yechezkel
Ávila · Badilatti · Barbier · Boivin · Brändle · Crisey · Cataford · Cimolai · Dempster · Dunne · Earle · Einhorn (vanaf 1-6) · Enger · Gebremedhin · O. Goldstein · R. Goldstein · Hermans · Jensen · Minali · Neilands · Niv · Perry · Plaza · Räim · Sagiv · Sbaragli · Schreurs · Turek · van Asbroeck · van Winden · Ben Mosche (stagiair) · Ovett (stagiair) · Renard (stagiair)
Badilatti · Barbier · Biermans · Boivin · Brändle · Cataford · Cimolai · Dowsett · Einhorn · Goldstein · Greipel · Hermans · Hofstetter · Hollenstein · Martin · McCabe · Navarro · Neilands · Niv · Piccoli · Politt · Räim · Renard · Sagiv · Schelling · Sutherland · Vahtra · Van Asbroeck · Würtz Schmidt · Zabel
Barbier · Berwick · Bevin · Biermans · Boivin · Brändle · Cataford · Cimolai · De Marchi · Dowsett · Einhorn · Froome · Goldstein · Greipel · Hagen · Hermans · Hofstetter · Hollenstein · Impey · Jones vanaf 1 juli · Martin · Neilands · Niv · Piccoli · Renard · Sagiv · Vahtra · Van Asbroeck · Vanmarcke · Woods · Würtz Schmidt · Zabel
Barbier · Berwick · Bevin · Biermans · Boivin · Brändle · Cataford · Clarke · De Marchi · Dowsett · Einhorn · Froome · Fuglsang · Goldstein · Hagen · Hermans · Hollenstein · Houle · Impey · Jones · Neilands · Niv · Nizzolo · Piccoli · Sagiv (tot 3/8) · Strong · Teuns (vanaf 5/8) · Van Asbroeck · Vanmarcke · Woods · Würtz Schmidt · Zabel · Riccitello (stagiair)
Berwick · Boivin · Clarke · Einhorn · Frigo · Froome · Fuglsang · Gee · Goldstein · Hermans · Hollenstein · Hollyman · Houle · Impey · Jones · Neilands · Nizzolo · Pozzovivo (vanaf 6/3) · Reynders · Riccitello · Sagiv · Schultz · Strong · Teuns · Van Asbroeck · Vanmarcke (tot 7/7) · Williams · Woods · Würtz Schmidt · Zabel · Gilmore (stagiair) · Sheehan (stagiair)
Ackermann · Bennett · Blackmore (vanaf 3/5) · Boivin · Clarke · Einhorn · Frigo · Froome · Fuglsang · Gee · Hofstetter · Hollyman · Houle · Kogut · Neilands · Pickrell · Raisberg · Riccitello · Sagiv · Schultz · Schwarzmann · Sheehan · Stewart · Strong · Teuns · Van Asbroeck · Vernon · Williams · Woods · Würtz Schmidt · Zabel (tot 2/5) · Brown (stagiair)